# 日本国憲法の改正手続に関する法律
日本国憲法の改正手続に関する法律（にほんこくけんぽうのかいせいてつづきにかんするほうりつ、平成19年5月18日法律第51号）は、日本国憲法第96条に基づき、憲法改正に必要な手続きである国民投票に関する日本の法律である。
一般に国民投票法（こくみんとうひょうほう）と呼称され、他に憲法改正手続法（けんぽうかいせいてつづきほう）・改憲手続法（かいけんてつづきほう）などの略称がある。この法律を所管する総務省（自治行政局選挙部管理課）では、憲法改正国民投票法を略称としている。

## 概説
日本国憲法第96条第1項は、日本国憲法の改正のためには、「各議院（衆議院・参議院）の総議員の3分の2以上の賛成で、国会が、これを発議し、国民に提案してその承認を経なければならない。この承認には、特別の国民投票又は国会の定める選挙の際行われる投票において、その過半数の賛成を必要とする」旨を規定しており、憲法を改正するためには、国会における決議のみならず、国民への提案とその承認の手続を必要とする旨が憲法上規定されている。
ところが、具体的な手続については憲法上規定されておらず、日本国憲法の改正を実現するためには、法律により国民投票に関する規定を、具体的に定める必要があると考えられた。本法はその規定に関するものである。国会法68条の2〜6で、国会による改正の発議の方法が定められている。

## 歴史

### 初期の議論
日本国憲法は、1947年（昭和22年）の施行以来、1度も発議されていない。日本国憲法はいわゆる「硬性憲法」であり、その改正には国会での加重要件による決議を経た発議を受けて、国民投票を行う必要がある。この国民投票に関する法律は制定されてこなかった。

憲法制定以来、憲法を改正すべきとする意見と、憲法は変えるべきではないとする意見が対立してきた。日本国憲法の改正に必要な要件が通常の法律の制定・改正に必要とされる要件よりも加重されているため、一般に日本国憲法を改正する可能性を探ってきた自由民主党がほぼ一貫して与党の地位を得ていたにも関わらず、憲法改正の発議はなされていない。そのため、これまでの憲法問題に関する現実的問題への対応は憲法解釈の変更によりなされてきたとされる。
過去には1953年（昭和28年）に自治庁が国民投票法案を作成し、首相一任となるが「内閣が憲法改正の意図を持っていると誤解を招く」とし、閣議決定は見送られた。
自民党主流派が国会対策族を中心に憲法改正に消極的な意見が多かったことは、第二次世界大戦後60年にわたり国民投票法が制定されなかったことも1つの原因である。

### 実質的な議論への移行
俗にいう55年体制が1993年（平成5年）に崩れ、憲法改正論議自体がイデオロギー対決に利用されることも少なくなり、国民投票法に関する議論はより実質的な点に移った。1999年（平成11年）には自由党が憲法改正に向けた国民投票法案を策定するなど、自由民主党以外の政党から憲法改正ないしは国民投票法制定に向けた動きが起こった。
具体的に、国民投票法での規定が検討された内容としては、投票可能な年齢や公民権停止者を含むかといった有権者の範囲、過半数の賛成が求められる国民投票の母数は、有権者総数なのか全投票数なのか有効投票数なのかという問題、メディアに対する規制、改正案の発布から投票までの期間の長さ、改正案に対する一括投票か個別の改正条文案への是非を問うかどうかなどの諸点が挙げられる。

### 成立
本法は、第164回国会で衆議院に提出された与党案の「日本国憲法の改正手続に関する法律案」と、対案として民主党から提出された「日本国憲法の改正及び国政における重要な問題に係る案件の発議手続及び国民投票に関する法律案」の両案を併合する与党提出の修正案が可決されるという成立過程を経た。成立した併合修正案は、衆議院議員保岡興治・船田元・葉梨康弘（以上自民）・赤松正雄（公明）が提出した。
2007年（平成19年）4月12日、衆議院憲法調査特別委員会で民主党提出修正案が否決され、与党提出修正案が自民・公明の賛成多数で可決された。翌4月13日に衆議院本会議で可決され、参議院に送られ5月11日に参議院憲法調査特別委員会で可決された。5月14日参議院本会議で可決され成立、5月18日に公布され、一部を除き公布から3年後の2010年5月18日に施行された。
施行日は公布からちょうど3年後となる2010年（平成22年）5月18日であるが、一部規定はこれに先行し、施行に必要な政令と総務省令は2010年（平成22年）5月14日に公布された。
2021年6月11日に改正され、共通投票所の整備や期日前投票の投票時間の柔軟化、洋上投票の対象者の拡大などが行われ、憲法改正へ向けた整備が進んだ。

## 法律の概略
具体的な手続きに関しては「日本国憲法の改正手続に関する法律施行令」（平成22年政令第135号）及び「日本国憲法の改正手続に関する法律施行規則」（平成22年総務省令第61号）で規定している。

### 対象・投票権者
- 国民投票の対象は憲法改正のみに限定（1条）。
- 投票権者は18歳以上の日本国民（3条）。ただし、18歳以上の者が国政選挙で投票できるように公職選挙法の選挙権の年齢や民法の成年年齢（20歳以上）などの規定について検討し必要な法制上の措置を講じて、18歳以上の者が国政選挙で投票することができるように改正するまでは、国民投票の投票権者も20歳以上とする（制定時の附則3条）。なお、2018年6月20日までは、経過措置として20歳以上の者に限って投票権が与えられている(平成26年改正法附則2項）
  - この附則に関連して2015年6月に改正公職選挙法が成立し選挙権年齢は20歳以上から18歳以上に引き下げられている[4]。
- 在外邦人にも投票権はあり（62条）、いわゆる公民権停止を受けた者も投票権者から除外されていない。

### 憲法改正原案
- 各院に憲法審査会を設置し、憲法改正原案について審査を行うが、公布後3年間憲法改正原案の発議は凍結する（附則1条、同4条）。
- 憲法改正原案は、衆議院100名以上、参議院50名以上の議員の賛成で国会に提出できる（国会法第68条の2）[5]。
- 憲法改正原案の発議は内容において関連する事項ごとに区分して行う（個別発議の原則、国会法第68条の3）。

### 憲法審査会
- 審査会の設置に関する条項は2007年8月の臨時国会召集とともに発効。ただ、憲法審査会規程が衆議院では2009年6月に、参議院では2011年5月まで制定が遅れ、また両院とも委員の選任がされないなどの状態が続いたが、2011年10月21日に両院で憲法審査会が始動した。

### 投票方法
- 国会発議後は、60-180日間ほどの期間を経た後に国民投票を行う（2条）。
- 国民投票は、憲法改正案ごとに1人1票の投票を行う（47条）。
- 投票用紙（縦書き）にあらかじめ印刷された「賛成」または「反対」の文字（いずれもルビ付き）のどちらかに○をつける方法で投票を実施（57条）。
- 印刷されている「賛成」の文字を二重線を引く等して消した票は反対として扱い、「反対」の文字を二重線で引く等して消した票は賛成として扱う（81条）。
- 点字投票の場合は、点字投票専用の用紙に「サンセイ」または「ハンタイ」と自書する（58条）。

### 投票の結果
- 投票総数（賛成票と反対票の合計。白票等無効票を除く）の過半数の賛成で憲法改正案は成立（126条、98条2項）。
- 最低投票率制度は設けない。

### 無効訴訟
- 無効訴訟は国民投票の結果の告示から30日以内に東京高裁に投票人が提起することができる（127条）。
- 訴訟を提起しても国民投票の効力は原則停止しない。
- 憲法改正が無効とされることで重大な支障を避けるため緊急の必要があるときは、本案について理由がないと認めるときを除き、憲法改正の効力を全部又は一部を判決確定まで停止することができる（133条）。

### 投票運動
- 国会において憲法改正案が発議されると、国民に広報するため、国民投票広報協議会が設置され（11条）、議席数に応じて会派ごとに割りあてて構成された委員および予備員が、衆参各院からそれぞれ10名ずつ選任される（12条）。
- 選管委員や職員及び国民投票広報協議会事務局員、裁判官、検察官等の特定公務員は、在職中の国民投票運動が禁止される（102条）。
- 公務員や教育者の、地位を利用した投票運動を禁止（103条）。罰則は設けないが、公務員法上の懲戒処分の対象にはなる。
- 公務員の国民投票運動及び意見表明に関する、国家公務員法及び地方公務員法上の政治的行為に対する規制については、賛否の勧誘が不当に制約されないよう法制上の検討を行う（附則11条）。
- 憲法改正の予備的国民投票については、その実施の有無及びその対象について検討を加える（附則12条）。
- テレビ・ラジオによるコマーシャルは投票日の2週間前から禁止（105条）。ただし、罰則を設けない。
- 国民投票広報協議会が、改正案の要旨（その他、国会審議の経緯などを客観的に記した分かりやすい説明）、賛成意見、反対意見からなる国民投票公報、新聞広告、テレビラジオによる憲法改正案の広報のための放送（政見放送に類似したものでスポットCM等を想定したものではない）を、NHK（日本放送協会）及び基幹放送事業者がテレビ・ラジオにて行う（106条・107条）。この際、賛否については同一のサイズ及び時間を確保する（106条6項・107条5項）。
- 広報のための新聞広告、広報放送はいずれも国費で行われる。

### 施行期日
- 国民投票の実施など主要な規定については公布の日から起算して3年を経過した日（2010年（平成22年）5月18日）から施行するが、憲法審査会に関する部分など一部の規定は公布後の次国会から施行する（附則1条）。

## 批判など
- 社会民主党は、国民投票法について「戦後60年間、平和国家としての土台となっていた日本国憲法を変える法案」とした上[6]で、「憲法改悪の道へひきずりこむ改憲手続法案は絶対に廃案にし、危機感を持つべきである」として、国民投票法の制定そのものを批判した[7]。
- 民主党国会対策委員長の高木義明は国民投票法の成立を受けて、「安倍総理のための実績づくりを急いだという印象が拭えない」との認識を示した[8]。このことに関して、自民党政調会長の中川昭一は「反対は民主党の党利党略である」と批判した[9]。
- 日弁連会長の宇都宮健児は、2010年4月14日、「選挙権を有する者の年齢、成年年齢、公務員の政治的行為に対する制限のいずれについても、いまだ必要な措置が講じられて」いないこと（同法附則3条および同法附則11条）、また成年年齢・最低投票率・テレビ・ラジオの有料広告規制の三点について必要な検討が加えられていないこと（同法附帯決議）、さらに、同連合会が2009年11月8日付の憲法改正手続法の見直しを求める意見書で指摘していた8項目にわたる問題点について[10]、「附則及び附帯決議が求めている検討がほとんどなされておらず、必要な法制上の措置が講じられていない」ことなどを理由に、同法の施行延期を求める会長声明を発表した[11]。

## 本法を巡る議論

### 一般重要法案国民投票
欧州諸国の国民投票法は憲法に限らず一般重要法案全般を対象としている。そのため、民主党（当時）の枝野幸男らから、「国民の国民投票による意思表示の機会を憲法改正への同意に限定するのはおかしい」という意見が出され、本法案に対する民主党の対案として一般重要法案国民投票法が提起された。しかし、参院選直前で自民党が衆参両院で多数を握っていたため、わずかに「一般重要法案国民投票、最低投票率について与野党協議を行う」という付帯決議をつける条件で野党側は妥協せざるをえず、ほぼ与党案の形で可決された。

### 投票率の是非
日弁連は、2005年（平成17年）に、「投票率が一定割合に達しない場合には、憲法改正を承認するかどうかについての国民の意思を十分に、かつ正確に反映するものとはいえない」として投票率に関する規定（最低投票率または絶対得票率）を設けるべきとの意見を発表している。最低投票率制度を採用しない理由としては、「憲法に明文の規定がない加重要件は憲法違反の可能性があり、海外で最低投票率制が設けられている場合は憲法で明記されている」「ボイコット運動を誘発する可能性がある」「民意のパラドックスが発生する」「国民の関心の薄い専門的な問題での改正が困難になる」、などが挙げられている。数学者の秋山仁、景山三平も、最低投票率ではなく絶対得票率を支持すると述べている。
国民投票法には国民投票広報協議会を設置して割り当てる規定はあるが、前述のとおり公式な政見放送のようなものを念頭に置いたもので民間メディアを利用した広告合戦についての規制はほとんどない。国民投票法には14日（２週間）前からは禁止と規定しているが、このことを裏返して言えば14日以前は誰でも自由にCMを流せるということである。しかも、公式な放送や広告は14日前に打ち切られるが、「賛成に投票を」と呼びかける勧誘ではなく「私は賛成です」と表明するだけの内容、一般的な意見広告なら、14日以降も規制の対象にならない。公平性の問題もある。CM放送には、一本で数百万円が必要と言われる（キー局のゴールデンタイムの例）。国民投票運動には、通常の選挙運動と違って費用の制限はない。それゆえ資金力に勝る側がゴールデンタイムなどに大量にCMを流して圧倒的な優位性を作り出し、選挙結果に影響を与える懸念もある。ちなみに、ヨーロッパ諸国（イギリス、フランス、イタリアなど）では国民投票について、テレビスポット広告の禁止規制を打ち出しており、日本の制度は過度に「自由競争」的で経済的な「強者」に有利な制度となっている。そこで有料CMを全面禁止にすべきだという指摘がある。2016年に欧州連合（EU）離脱をするか国民投票をしたイギリス（ブレグジット）では、全面禁止した代わりに、賛否両派の代表団体に無償でCM放送枠を平等に割りあてた。賛成・反対の量が同じで公平性を保てるよう、放送時間や資金を規制するべきだという声も根強くある。一方、憲法や言論法の専門家からは「CMも表現の一つであり、表現の自由の観点から規制は問題」「言論には言論で対抗すべきだ」という慎重意見もある。
また、質の問題もある。CMが流される15秒～30秒くらいの時間では改憲案の利点や問題点、必要なデータなどを充分に伝えることは難しく、イメージ重視の訴えになりやすい。国民投票運動が展開される60～180日の間に扇情的なメッセージが流され続けたら、国民の判断を歪めてしまわないかとの懸念が市民団体などからあがっている。2015年にあった大阪都構想の住民投票では、賛否両陣営が計数億円の広報費を投じ、イメージ先行型のCMを連日放映して、「消耗戦だ」と批判があがった。

### 争点ごとに分けた投票
憲法改正原案の発議は内容において関連する事項ごとに区分して行う（前出「憲法改正原案」の個別発議の原則、国会法第68条の3）と定めている。抱き合わせ発議はできず、別々に投票しなくてはならない。例えば質の異なる環境権創設と憲法9条改正を一緒にはできない（ただし安倍政権は安全保障関連法案などで抱き合わせ採決を多用、菅義偉内閣もデジタル庁関連法案で63本もの法案を束ねて短期で成立させた）。複数の法案を一つに束ねる手法は政権にとっては審議時間を短縮して早期成立を図れる利点があるが、丁寧な審議を難しくし、一部に問題がある場合でも賛否を明確にしづらくなるという問題点がある。そこで賛否が複雑な構成を持つ憲法9条を例に、憲法学者の木村草太は自衛隊明記か否かの国民投票をするなら「第一投票：日本が武力攻撃を受けた場合に、防衛のための武力の行使を認めるかどうか（個別的自衛権）」、と「第二投票：日本と密接な関係にある他の国が武力攻撃を受けた場合に、一定の条件の下で武力行使を認めるかどうか（集団的自衛権）」に分けてはどうかと提案する。二つは全く要件の異なるものだからである。このように発議をすれば、絶対護憲の人は「両方×」、個別的自衛権までの自衛隊明記に賛成の人は「第一投票○、第二投票×」、集団的自衛権も認めるべきだと考える人は「両方○」と投票すればよく、意見が明確になるという。

## 年表

### 2006年
- 5月26日、第164回国会において、与党（自民・公明党）案である「日本国憲法の改正手続に関する法律案」、民主党案である「日本国憲法の改正及び国政における重要な問題に係る案件の発議手続及び国民投票に関する法律案」がともに衆議院議員提出法律案（議員立法）として国会に提出される。
- 6月1日、衆議院日本国憲法に関する調査特別委員会（憲法調査特別委員会）に付託される。6月18日、同国会の閉会により閉会中審査に付され後会に継続。
- 9月26日召集の第165回国会に前会から継続、9月28日、同委員会に付託される。
- 10月26日、衆議院憲法調査特別委員会内に「日本国憲法の改正手続に関する法律案等審査小委員会」を設置。同小委員会では5回にわたり延べ17人（実質14人）の学識経験者・報道関係者等の参考人から意見を聴取。12月19日、同国会の閉会により閉会中審査に付され後会に継続。
- 与党・民主党両案の審査と並行して、自民党、公明党、民主党の3党合意を前提とした新たな法案も模索され、自民党の船田元衆議院議員、民主党の枝野幸男衆議院議員らが中心となって合意に向けた協議が行われた。

### 2007年
- 1月25日召集の第166回国会に前会から継続、同日同委員会に付託される。
- 2月14日、与党側は5月3日（憲法記念日）までに与党単独でも法案成立を目指す方針を確認。これに対し民主党は対決姿勢を示唆し、前年から続けられてきた自公民3党合意新法案作成の動きが頓挫、その後成案が国会に提出されることはなかった。
- 3月11日、安倍晋三首相がNHKのテレビ番組内で「できれば（国民投票法案を）今国会中に成立させたいが、（5月3日までの成立は1つの象徴だろうがその日程には）こだわらない」と語る。公明党、「もし早い段階で与党だけで強行採決になり国会が混乱すると、4月8日の統一地方選挙に悪影響がある」と懸念していて、安倍首相がそれを受け入れた形となった。
- 3月22日に第1回中央公聴会を、3月28日に新潟県と大阪府で地方公聴会を、4月5日に第2回中央公聴会を、それぞれ衆議院憲法調査特別委員会の主催により開催した（日程は事実上与党主導による）。
- 3月27日、与党案と民主党案を1つの案として併合するための修正案が与党から提出される。
- 4月10日、民主党が自党案に対する修正案を提出。
- 4月12日、衆議院憲法調査特別委員会において採決。民主党提出修正案が起立少数で否決、与党提出併合修正案が起立多数で可決された。
- 4月13日、衆議院本会議において、民主党が自党案に対する新たな修正案を直接上程するも起立少数で否決され、自民・公明の起立多数で委員会報告のとおり与党提出併合修正案が可決、同案は参議院に送付された。与党提出併合修正案に対して民主、共産、社民は反対し、国民新党は採決前に退席した。民主党提出修正案は、憲法改正国民投票に加えて、重要な国政問題（統治機構や生命倫理の問題など。詳細は他の法律で改めて規定）についての国民投票制度の創設に関する条項を含むものであったが、採決で起立したのは民主党だけであった（共産、社民は与党・民主党両案に反対）。なお、民主党では前原誠司前代表を始め、7人が欠席、1人が途中退席した（いずれも外遊、もしくは選挙の応援のためなどとしており、民主党執行部も特に問題視せず）。
- 4月16日、衆院から送付された併合修正案が参議院日本国憲法に関する調査特別委員会（憲法調査特別委員会）に付託される。
- 4月24日に仙台市と名古屋市で、5月7日に札幌市と福岡市で、5月10日にさいたま市と横浜市で、それぞれ参議院憲法調査特別委員会の主催による地方公聴会が開催された（日程は事実上与党主導による。中央公聴会は開催されず）。
- 5月8日、参院民主党が参議院議員提出法案として「日本国憲法の改正及び国政における重要な問題に係る案件の発議手続及び国民投票に関する法律案」を提出、同日参議院憲法調査特別委員会に付託される。
- 5月11日、参議院憲法調査特別委員会で議員提出法案としては異例となる総理・関係閣僚出席のもとでの質疑等が行われた後、併合修正案の採決が行われ、自民・公明の起立多数で可決。この際、18項目にわたる附帯決議がなされた（こちらは民主党も共同提案に加わり起立賛成）。なお、参院民主党提出法案の採決は行われなかった。
- 5月14日、参議院本会議で自民・公明両党などの賛成多数（ボタン式投票、賛成122・反対99）で委員会報告のとおり併合修正案が可決、成立した。なお、民主党では渡辺秀央元郵政大臣が党議拘束に造反し賛成した。
- 5月18日、公布。

### 2010年
- 5月18日、施行。

### 2021年
- 6月11日、2018年より継続審議が続いていた改正国民投票法が成立。共通投票所の整備や期日前投票の投票時間の柔軟化、洋上投票の対象者の拡大などが行われた。

### 国会提出法案
- 成立した法案（衆議院)
- 「日本国憲法の改正手続に関する法律案」（与党案）提出時法案・要綱（衆議院公式）
- 「日本国憲法の改正及び国政における重要な問題に係る案件の発議手続及び国民投票に関する法律案」（民主党案）提出時法案・要綱（衆議院公式）
- ウィキソースには、日本国憲法の改正手続に関する法律の原文があります。

### その他
- 衆憲資バックナンバー/ 衆議院日本国憲法に関する調査特別委員会
- 「憲法改正国民投票法案に関する意見書」日本弁護士連合会、2005年2月18日（PDF）
- 暮らしに役立つ情報　「国民投票法」って何だろう？　内閣府大臣官房政府広報室